# Armando Peraza
Pour les articles homonymes, voir Peraza.
Armando Peraza, né le 30 mai 1924 à La Havane (Lawton Batista)[Interprétation personnelle ?] et mort à South San Francisco le 14 avril 2014, est un percussionniste et bongocero cubain qui joue alternativement ou simultanément avec des bongos, des congas, et des timbales.
Il a participé à de nombreux albums et a notamment joué avec Conjunto Kubavana, Chano Pozo, Machito, Pérez Prado, George Shearing, Mongo Santamaría, Slim Gaillard, Cal Tjader, Santana, John McLaughlin, Aretha Franklin, John Lee Hooker, Linda Ronstadt, Eric Clapton, etc.

## Distinctions
Il a été introduit au Jazz Hall of Fame et à la Smithsonian Institute's Hall of Jazz Legends.

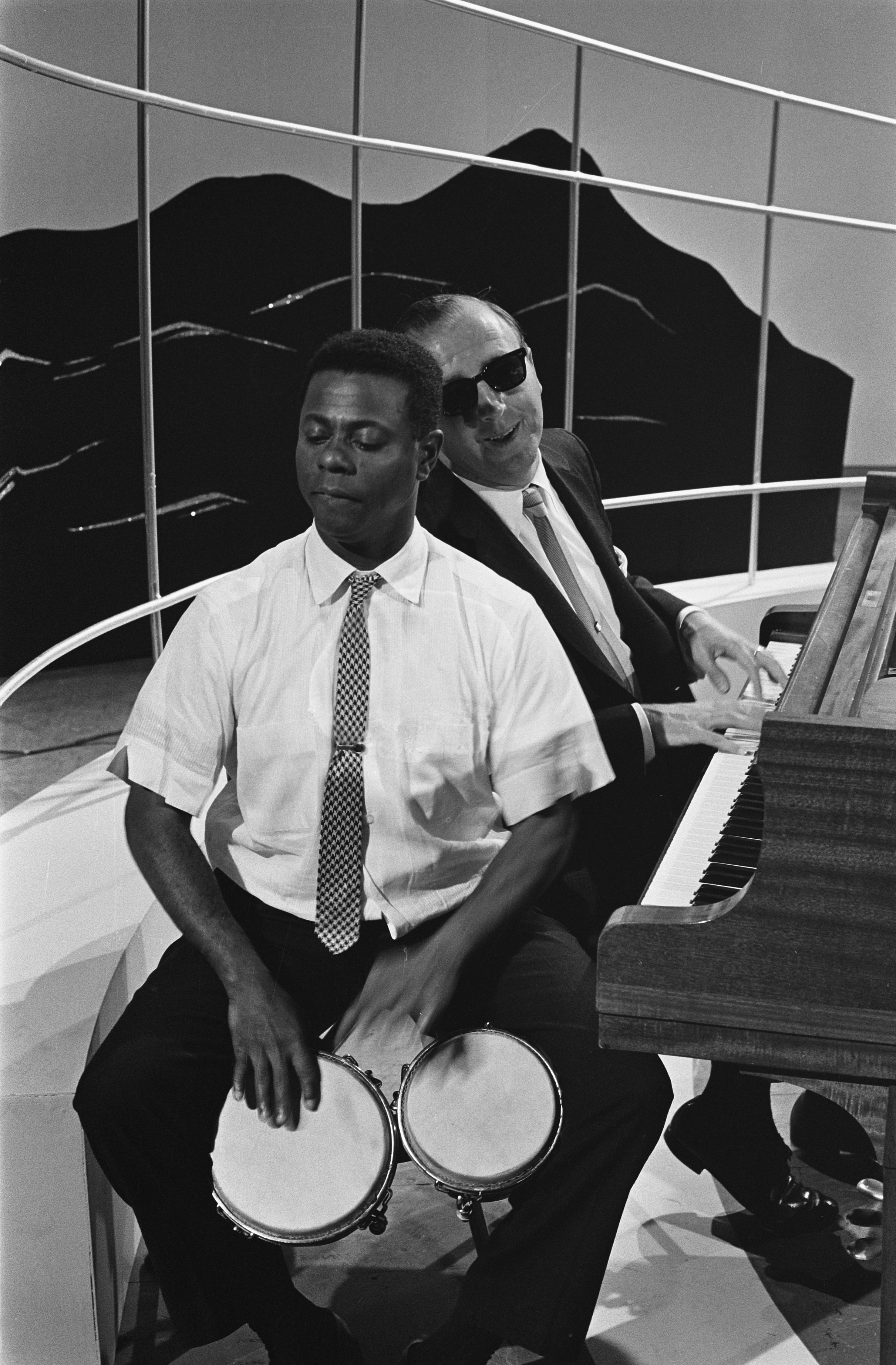
Armando Peraza avec George Shearing

## Discographie
- Wild Thing (Skye Records, 1968)

### AvecConjunto Kubavana
- Rumba en el Patio (1944-47, réédité par Tumbao en 1992)

### AvecMachito
- Cu-Bop (Roost Records, 1949)

### AvecCal Tjader
- Vibist (maxi 45 t.) (Savoy l954)
- Ritmo Caliente (Fantasy l954)
- Mas Ritmo Caliente (Fantasy l957)
- In a Latin Bag (Verve l961)
- Soul Sauce (Verve l964)
- Soul Bird (Verve l965)
- El Sonido Nuevo (Verve l966)
- Along Comes Cal (Verve l967)
- Cal Tjader Plugs In (Skye l969)
- Latin + Jazz = Cal Tjader (Actual Jazz l993 (réédition sur CD)
- Compact Jazz (compilation sur CD - Verve/Polygram l989)
- Huraçan (Laserlight CD l992)

### AvecGeorge Shearing
- George Shearing Caravan (MGM 1955)
- The Shearing Spell (Capitol 1955)
- Velvet Carpet (Capitol 1956)
- Latin Escapade (Capitol 1956)
- Black Satin (Capitol 1957)
- In The Night (Capitol 1958- George Shearing and Dakota Station)
- Burnished Brass (Capitol 1958)
- Latin Lace (Capitol 1958)
- George Shearing On Stage (Capitol 1959)
- Latin Affair (Capitol 1959)
- Beauty And The Beat (Capitol 1959-George Shearing and Peggy Lee)
- On The Sunny Side Of The Strip (Capitol 1959)
- Satin Affair (Capitol 1959)
- The Swingin's Mutual (Capitol 1961-George Shearing and Nancy Wilson)
- Mood Latino (Capitol 1962)
- San Francsico Scene (Capitol 1962)
- Rare Form (Capitol 1965)
- Love Walked In (Jazzland 1962-George Shearing and the Montgomery Brothers)

### AvecSantana(Disques Columbia Records)
- Caravanserai (1972)
- Welcome (1973)
- Borboletta (1974)
- Lotus (1975)
- Amigos (1976)
- Inner Secrets (1978)
- Marathon (1979)
- Zebop! (1981)
- Shangó (1982)
- Beyond Appearances (1985)
- Freedom (1987)
- Viva Santana! (1988)
- Spirits Dancing in the Flesh (1990)
- Dance of the Rainbow Serpent (1995)

### AvecCarlos Santana(Disques Columbia)
- Love, Devotion, and Surrender (1973)
- Illuminations (1974)
- Oneness (1979)
- The Swing of Delight (1980)
- Havana Moon (1983)
- Blues for Salvador (1987)

### AvecMongo Santamaría
- Mongo (Fantasy 1959)
- Mongo's Way (Atlantic 1971)
- Mongo At Montreaux (Atlantic 1971)
- Afro Roots (compilation RCA 1972)
- Soundtrack Che (Tetragammatron Records 1968)

### AvecRandy Weston
- Uhuru Africa (Roulette 1960)

### AvecBuddy Collette
- Warm Winds (World Pacific 1964)

### AvecJazz Percussion
- Jazz Percussion (Warwick 1960)

### AvecFreddie Gambrell
- Freddie Gambrell (World Pacific 1959)

### AvecVictor Feldman
- Latinville (Cont 1959)

### AvecHarvey Mandel
- Cristo Redentor (Philips 1968)

### AvecGeorge Duke
- The Inner Source (MPS 1971)

### AvecDoug Clifford
- Doug Clifford (Fantasy 1972)

### AvecNew Riders of the Purple Sage
- Adventures of Panama Red (Columbia l973)

### AvecBrujo,Roy Buchanan
- Rescue Me (Polydor l975)

### AvecStoneground
- Flat Out (Flat Out l975)

### AvecAlice Coltrane
- Eternity (Warner Brothers l976)

### AvecGato Barbieri
- Tropico (A & M l978)

### AvecJohn McLaughlin
- Electric Guitarist (Columbia l978)

### AvecROAR
- ROAR (Tabu l985)

### AvecAretha Franklin
- Who's Zoomin' Who (Arista l985)

### AvecJohn Santos and the Machete Ensemble
- Africa Volume 1 (Machete Records 1988)

### AvecJohn Lee Hooker
- The Healer (Silvertone l989)

### AvecTom Coster
- From Me to You (JVC l990)

### AvecLinda Ronstadt
- Frenesi (Elektra l992)

### AvecEric Clapton
- Crossroads II (Polydor l996)